# Zona arqueológica del Pla de Nadal

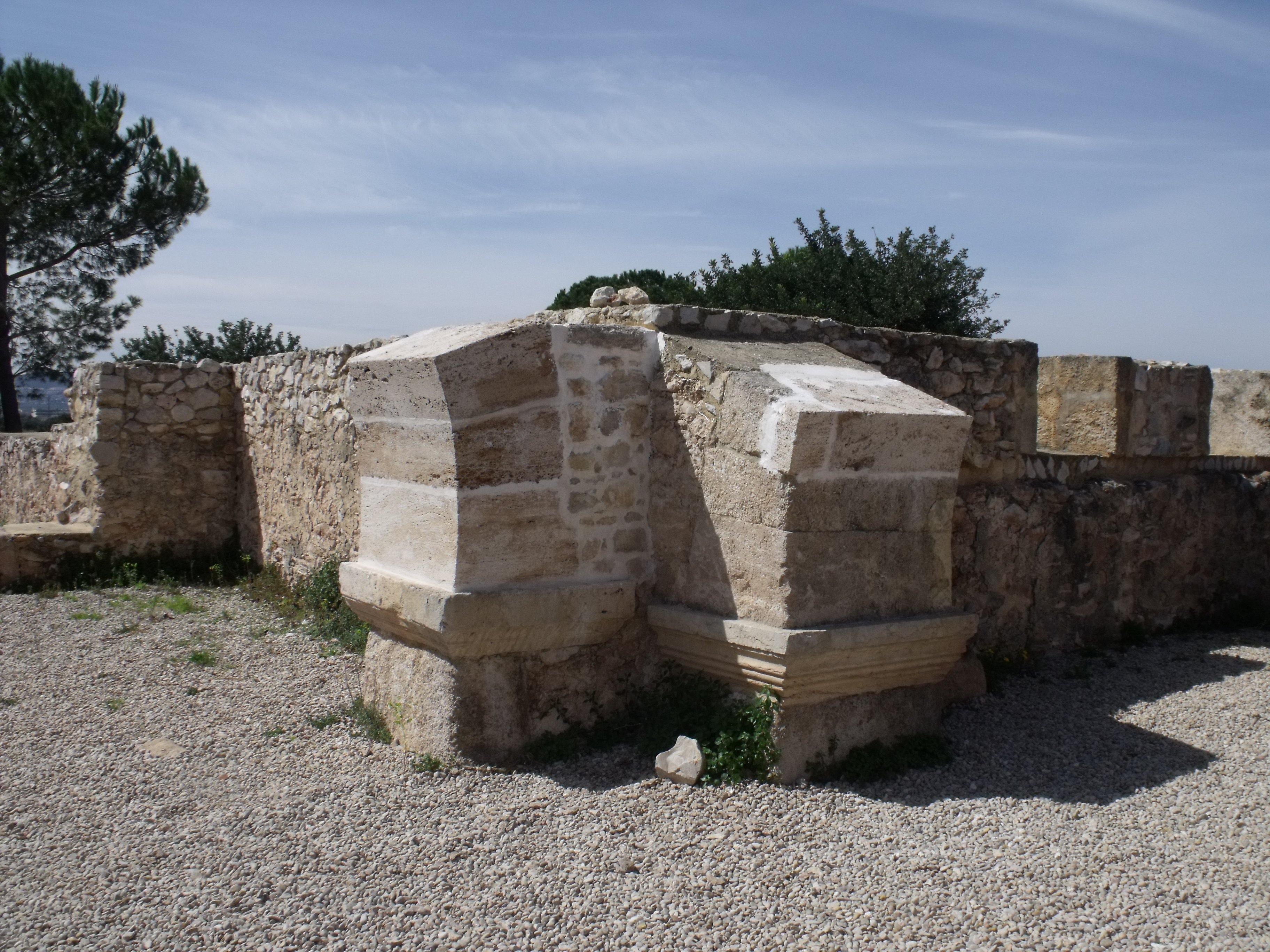

La Zona arqueológica del Pla de Nadal constituye un bien de interés cultural situado en el municipio valenciano de Ribarroja del Turia.
El yacimiento está catalogado como BIC con número ministerial R-I-55-0000244 de 25 de enero de 1991.
El yacimiento conserva parte de un edificio visigodo de la segunda mitad del siglo VII. Fue descubierto en 1970 durante la realización de unos trabajos agrarios. En el yacimiento se han encontrado piezas arqueológicas romanas y bizantinas, además de visigodas.

## Emplazamiento
El edificio conocido como Pla de Nadal se encuentra en la parte baja de una ladera de la zona de Carasols, en el término municipal de Ribarroja del Turia, a unos 20 kilómetros al noroeste de Valencia. Se ubica en un entorno bastante llano, con una ligera elevación respecto al terreno circundante.

## Descripción
El yacimiento de Pla de Nadal formaba parte de un conjunto palatino que se construyó en el territorio de la ciudad de Valentia. Reproduce el modelo clásico de villas con galería y torres angulares en las esquinas. Está abierto a un patio central y cuenta con un piso superior. Se ha conservado un aula central, que cuenta con un piso superior. Los principales se abren a un pórtico, mientras que los secundarios dan a vestíbulos accesibles a través de tres arcos. El edificio estaba formado por una planta baja, de aspecto más austero y funcional. El piso superior, donde se disponían los espacios del señor, estaba pavimentado con un suelo de opus signinum con baldosas bizcochadas. De estos espacios provienen los restos de la decoración escultórica y los estucos. Las cubiertas eran de tejas planas e ímbrices a distintas aguas.
El edificio tendría un aspecto de palacio-fortaleza, aunque la presencia de numerosos accesos y la tipología de las torres no se ajustan a una verdadera función defensiva. Este esquema presenta elementos de continuidad con las villas clásicas, pero con características nuevas como la planta residencial del piso superior, siendo sus paralelos más cercanos los palacios bizantinos de la época justiniana, como Qasr ibn Wardan (Siria). Estos modelos se copiaron también en la capital del reino, Toledo, y contamos con ejemplos de menores dimensiones en el suburbio de la ciudad regia y en su territorio, como el palacio-panteón de los Hitos (Arisgotas, Toledo).

## Decoración
La decoración escultórica de Pla de Nadal constituye el conjunto más importante, tanto por el número de fragmentos, como por la calidad de su talla, de la Hispania visigoda, y uno de los más significativos de Occidente. Se han conservado piezas de escultura de Pla de Nadal I y II, aunque el lote más numeroso procede de la planta superior de Pla de Nadal I, que también se encontraba estucada y pintada.
La decoración escultórica puede dividirse en dos grupos. Por un lado, las piezas romanas reutilizadas, que están representadas en menor número y que suelen ser de buena calidad y tamaño. Además, tendrían una función arquitectónica y escultural.
Por otro lado, se encuentran las numerosas piezas que se trabajaron in situ y se realizaron a propósito para el programa iconográfico de los dos edificios. De estas últimas, unas 400, más de la mitad son elementos ornamentales y decorativos que estarían ubicados en la estancia principal del piso superior de Pla de Nadal I, aunque algunos elementos formaban parte de las ventanas. También son muy numeroso los elementos sustentantes - capiteles, columnas, basas, dovelas, etc. -, aunque sin funcionalidad arquitectónica.
Desde el punto de vista iconográfico la temática es bastante repetitiva, básicamente veneras, acantos y trifolias, que es un elemento recurrente en los programas iconográficos regios. Estos modelos son una copia del mundo toledano, donde estaba el palacio de los reyes visigodos, cuyo modelo reproduce Pla de Nadal, aunque con su propia personalidad.
El edificio disponía también de una decoración estucada que complementaba la escultórica. Es un fenómeno habitual en el mundo tardoantiguo peninsular, que no obedece a importaciones orientales, tal como hasta hace poco se había planteado. El problema para su estudio ha sido la escasa y difícil conservación de este tipo de ornamentaciones. Es el caso, por ejemplo, de la iglesia-mausoleo de Santa María de Melque, que conserva parte de la decoración estucada que cubría las bóvedas en el arranque de las pechinas. Como decimos, el espacio de representación del palacio de Pla de Nadal también contaba con decoración estucada que ha llegado a nosotros muy deteriorada. Dicha decoración desarrolla una iconografía similar a la que hemos citado en la escultura, al menos en la planta superior.
Asimismo, es muy probable que el edificio estuviera decorado con pinturas, pero, igual que sucede con los estucos de Pla, estuvieran sin rematar. Esta circunstancia explica la pervivencia de talleres de estucadores y pintores en el Reino de Asturias, donde se conservan algunos conjuntos excepcionales, como las pinturas de San Julián de los Prados.
Por último, quedaría el mobiliario que complementaría la arquitectura, del que no queda resto alguno. Sin embargo, parece claro que algunas de las piezas escultóricas habría que interpretarlas como complemento a la decoración mueble, aunque sea difícil precisar su función.

## Epigrafía
La epigrafía que se ha conservado en Pla de Nadal es muy escasa, pero muy reveladora y significativa. Hasta el punto que gracias a ello podemos conocer el nombre del promotor de la construcción del conjunto, el Dux Teodomiro.
La pieza más importante, que se conserva en el Museo de Prehistoria de Valencia, es un tondo con un monograma cruciforme en el que puede leerse: TEBUD[IN]R. Este tipo de piezas son habituales en las construcciones ligadas a la monarquía visigoda, como son por ejemplo los monogramas de la cabecera de la iglesia burgalesa de Quintanilla de las Viñas. Por otro lado, un grafito inciso sobre una venera, que también se conserva en el Museo de Prehistoria, se puede leer: TEUDINIR. Las dos piezas se refieren al promotor del edificio, el Dux del territorio de Valentia que suscribió un pacto con los árabes para gobernar la zona litoral de la antigua provincia Carthaginensis y que seguramente intentó configurar un territorio más o menos independiente en estas tierras.
El resto de los epígrafes conservados están en relación con el funcionamiento de los talleres de cantería, como por ejemplo una serie de letras (por ejemplo, la A), que serían una marca de cantero para identificar los trabajos realizados. Además, también encontramos grafitos con numerales, que estarían en relación con algunas de las actividades económicas del conjunto, así como con una mecánica muy contemporánea: escribir letras como una especie de 'firma', al estilo de los grafiteros urbanos (por ejemplo, la P, que está escrita en el fuste de una columna).
Lo importante es que tanto la epigrafía monumental como los grafitos reflejan la existencia de una sociedad tardovisigoda, que lee, escribe y cuenta en latín y que este proceso forma parte de su vida cotidiana, lo que nos indica un notable grado de alfabetización.

## El final de Pla de Nadal
El Dux Teodomiro alcanzó un pacto con los musulmanes, que le reconocieron como la autoridad del territorio de siete ciudades extendidas por una amplia zona del sudeste hispano, desde Valencia hasta Lorca. A cambio, tenía que gobernar en nombre del Califa de Damasco y sus emires de Córdoba y recaudar los impuestos para ellos. Estos acuerdos entre los invasores musulmanes y las élites visigodas fueron muy habituales en los primeros tiempos de la conquista. Algunos, convertidos al Islam, mantuvieron su poder durante más de dos siglos.
No fue el caso de Teodomiro, demasiado cerca de la zona neurálgica del poder andalusí, que a duras penas mantuvo su autonomía, y poco a poco vio mermado su patrimonio. Poco antes de su muerte, hacia 740, tuvo que ceder parte de sus tierras a contingentes árabes recién llegados y casó a su hija con un árabe prominente. De su sucesor, Athanagildo, apenas se sabe que era muy rico y que fue sancionado con una multa sustanciosa por el gobernador cordobés.
Los graves disturbios étnicos, tribales y dinásticos que a mediados del siglo VIII afectaron a todo el imperio musulmán, con especial incidencia en la península ibérica, supondría el principio del fin de esta zona autónoma, que ya habría sido amputada de parte de su territorio original.
En este contexto de inseguridad prolongada, no es de extrañar que un gran edificio con pretensiones de ser el centro del poder de una amplia región, fuera uno de los objetivos más obvios de cualquiera de las partes enfrentadas. Los historiadores árabes mencionan que Valentia fue destruida por un ejército del emir Abderrahman I hacia el año 778-779, durante la represión de un alzamiento promovido por el califa de Bagdad. En este contexto debió ser arrasado el Pla de Nadal.